# Mexikó az 1968. évi nyári olimpiai játékokon
Mexikó a Mexikóvárosban megrendezett 1968. évi nyári olimpiai játékok házigazda nemzeteként vett részt a versenyeken. Az országot az olimpián 20 sportágban 275 sportoló képviselte, akik összesen 9 érmet szereztek.

## Érmesek
| Érem  | Versenyző            | Sportág   | Versenyszám              |
| ----- | -------------------- | --------- | ------------------------ |
| Arany | Ricardo Delgado      | Ökölvívás | Légsúly                  |
| Arany | Antonio Roldán       | Ökölvívás | Pehelysúly               |
| Arany | Felipe Muñoz         | Úszás     | Férfi 200 m mell         |
| Ezüst | José Pedraza         | Atlétika  | Férfi 20 km gyaloglás    |
| Ezüst | Álvaro Gaxiola       | Műugrás   | Férfi egyéni toronyugrás |
| Ezüst | Pilar Roldán         | Vívás     | Női tőr, egyéni          |
| Bronz | Agustín Zaragoza     | Ökölvívás | Középsúly                |
| Bronz | Joaquín Rocha        | Ökölvívás | Nehézsúly                |
| Bronz | María Teresa Ramírez | Úszás     | Női 800 m gyors          |

## Atlétika
Férfi
| Versenyző                                                          | Versenyszám     | Előfutam | Előfutam | Előfutam | Negyeddöntő | Negyeddöntő | Negyeddöntő | Elődöntő | Elődöntő | Elődöntő | Döntő         | Döntő         |
| Versenyző                                                          | Versenyszám     | Idő      | Hely.    | Össz.    | Idő         | Hely.       | Össz.       | Idő      | Hely.    | Össz.    | Idő           | Helyezés      |
| ------------------------------------------------------------------ | --------------- | -------- | -------- | -------- | ----------- | ----------- | ----------- | -------- | -------- | -------- | ------------- | ------------- |
| Félix Bécquer                                                      | 100 m           | 10,72    | 7.       | 54.      | kiesett     | kiesett     | kiesett     | kiesett  | kiesett  | kiesett  | kiesett       | kiesett       |
| Miguel Angel González                                              | 100 m           | 10,59    | 5.       | 42.*     | kiesett     | kiesett     | kiesett     | kiesett  | kiesett  | kiesett  | kiesett       | kiesett       |
| Miguel Angel González                                              | 200 m           | 21,31    | 4.       | 33.*     | 21,57       | 8.          | 32.         | kiesett  | kiesett  | kiesett  | kiesett       | kiesett       |
| Melesio Piña                                                       | 400 m           | 46,81    | 6.       | 32.      | kiesett     | kiesett     | kiesett     | kiesett  | kiesett  | kiesett  | kiesett       | kiesett       |
| Roberto Silva                                                      | 800 m           | 1:50,49  | 5.       | 24.      |             |             |             | kiesett  | kiesett  | kiesett  | kiesett       | kiesett       |
| José Neri                                                          | 1500 m          | 3:47,88  | 6.       | 12.      |             |             |             | kiesett  | kiesett  | kiesett  | kiesett       | kiesett       |
| Juan Martínez                                                      | 5000 m          | 14:20,06 | 2.       | 2.       |             |             |             |          |          |          | 14:10,76      | 4.            |
| Juan Martínez                                                      | 10 000 m        |          |          |          |             |             |             |          |          |          | 29:35,0       | 4.            |
| Alejandro Sánchez                                                  | 400 m gát       | 51,62    | 6.       | 21.      |             |             |             | kiesett  | kiesett  | kiesett  | kiesett       | kiesett       |
| Pedro Miranda                                                      | 3000 m akadály  | 9:25,95  | 9.       | 25.      |             |             |             |          |          |          | kiesett       | kiesett       |
| José García                                                        | Maraton         |          |          |          |             |             |             |          |          |          | nem ért célba | nem ért célba |
| Pablo Garrido                                                      | Maraton         |          |          |          |             |             |             |          |          |          | 2:35:47       | 26.           |
| Alfredo Peñaloza                                                   | Maraton         |          |          |          |             |             |             |          |          |          | 2:29:48       | 13.           |
| Eladio Campos                                                      | 20 km gyaloglás |          |          |          |             |             |             |          |          |          | 1:41:52       | 20.           |
| José Oliveros                                                      | 20 km gyaloglás |          |          |          |             |             |             |          |          |          | 1:38:17       | 13.           |
| José Pedraza                                                       | 20 km gyaloglás |          |          |          |             |             |             |          |          |          | 1:34:00       |               |
| José Pedraza                                                       | 50 km gyaloglás |          |          |          |             |             |             |          |          |          | 4:37:51       | 8.            |
| Pablo Colín                                                        | 50 km gyaloglás |          |          |          |             |             |             |          |          |          | 5:01:30       | 25.           |
| Ismael Hernández                                                   | 50 km gyaloglás |          |          |          |             |             |             |          |          |          | 5:56:09       | 27.           |
| Félix Bécquer Enrique Labadie Galdino Flores Miguel Angel González | 4 × 100 m váltó | 40,09    | 7.       | 15.      |             |             |             | kiesett  | kiesett  | kiesett  | kiesett       | kiesett       |
| Melesio Piña Salvador Medina Carlos Castro Francisco Sardo         | 4 × 400 m váltó | 3:08,19  | 6.       | 14.      |             |             |             |          |          |          | kiesett       | kiesett       |

| Versenyző      | Versenyszám | Selejtező | Selejtező | Döntő    | Döntő    |
| Versenyző      | Versenyszám | Eredmény  | Helyezés  | Eredmény | Helyezés |
| -------------- | ----------- | --------- | --------- | -------- | -------- |
| Galdino Flores | Távolugrás  | 759 cm    | 21.       | kiesett  | kiesett  |

| Versenyző       | Versenyszám | 100 m | 100 m | Távolugrás | Távolugrás | Súlylökés | Súlylökés | Magasugrás | Magasugrás | 400 m | 400 m | 110 m gát        | 110 m gát        | Diszkoszvetés | Diszkoszvetés | Rúdugrás      | Rúdugrás      | Gerelyhajítás | Gerelyhajítás | 1500 m        | 1500 m        | Végeredmény   | Végeredmény   |
| Versenyző       | Versenyszám | Idő   | Pont  | Eredmény   | Pont       | Eredmény  | Pont      | Eredmény   | Pont       | Idő   | Pont  | Idő              | Pont             | Eredmény      | Pont          | Eredmény      | Pont          | Eredmény      | Pont          | Idő           | Pont          | Pont          | Helyezés      |
| --------------- | ----------- | ----- | ----- | ---------- | ---------- | --------- | --------- | ---------- | ---------- | ----- | ----- | ---------------- | ---------------- | ------------- | ------------- | ------------- | ------------- | ------------- | ------------- | ------------- | ------------- | ------------- | ------------- |
| Roberto Carmona | Tízpróba    | 10,99 | 863   | 695 cm     | 795        | 14,37 m   | 751       | 170 cm     | 544        | 50,59 | 788   | nem állt rajthoz | nem állt rajthoz | nem ért célba | nem ért célba | nem ért célba | nem ért célba | nem ért célba | nem ért célba | nem ért célba | nem ért célba | nem ért célba | nem ért célba |

Női
| Versenyző                                                           | Versenyszám     | Előfutam | Előfutam | Előfutam | Negyeddöntő | Negyeddöntő | Negyeddöntő | Elődöntő | Elődöntő | Elődöntő | Döntő   | Döntő    |
| Versenyző                                                           | Versenyszám     | Idő      | Hely.    | Össz.    | Idő         | Hely.       | Össz.       | Idő      | Hely.    | Össz.    | Idő     | Helyezés |
| ------------------------------------------------------------------- | --------------- | -------- | -------- | -------- | ----------- | ----------- | ----------- | -------- | -------- | -------- | ------- | -------- |
| Esperanza Girón                                                     | 100 m           | 12,30    | 7.       | 39.      | kiesett     | kiesett     | kiesett     | kiesett  | kiesett  | kiesett  | kiesett | kiesett  |
| Esperanza Girón                                                     | 200 m           | 25,32    | 7.       | 34.      |             |             |             | kiesett  | kiesett  | kiesett  | kiesett | kiesett  |
| Enriqueta Basilio                                                   | 400 m           | 55,47    | 5.       | 23.      |             |             |             | kiesett  | kiesett  | kiesett  | kiesett | kiesett  |
| Enriqueta Basilio                                                   | 80 m gát        | 11,20    | 6.       | 28.      |             |             |             | kiesett  | kiesett  | kiesett  | kiesett | kiesett  |
| Alma Rosa Martínez Mercedes Román Enriqueta Basilio Esperanza Girón | 4 × 100 m váltó | 47,09    | 7.       | 12.      |             |             |             |          |          |          | kiesett | kiesett  |

| Versenyző      | Versenyszám | Selejtező | Selejtező | Döntő    | Döntő    |
| Versenyző      | Versenyszám | Eredmény  | Helyezés  | Eredmény | Helyezés |
| -------------- | ----------- | --------- | --------- | -------- | -------- |
| Mercedes Román | Távolugrás  | 575 cm    | 20.       | kiesett  | kiesett  |

| Versenyző      | Versenyszám | 80 m gát | 80 m gát | Súlylökés | Súlylökés | Magasugrás               | Magasugrás               | Távolugrás | Távolugrás | 200 m | 200 m | Végeredmény | Végeredmény |
| Versenyző      | Versenyszám | Idő      | Pont     | Eredmény  | Pont      | Eredmény                 | Pont                     | Eredmény   | Pont       | Idő   | Pont  | Pont        | Helyezés    |
| -------------- | ----------- | -------- | -------- | --------- | --------- | ------------------------ | ------------------------ | ---------- | ---------- | ----- | ----- | ----------- | ----------- |
| Mercedes Román | Ötpróba     | 11,35    | 995      | 10,08 m   | 719       | érvényes kísérlet nélkül | érvényes kísérlet nélkül | 571 cm     | 922        | 24,63 | 968   | 3604        | 31.         |

* - egy másik versenyzővel azonos időt ért el

## Birkózás
Kötöttfogású
| Versenyző          | Versenyszám | 1. forduló                              | 2. forduló                        | 3. forduló                              | 4. forduló             | 5. forduló        | 6. forduló        | 7. forduló        | Döntő             | Helyezés    |
| Versenyző          | Versenyszám | Ellenfél Eredmény                       | Ellenfél Eredmény                 | Ellenfél Eredmény                       | Ellenfél Eredmény      | Ellenfél Eredmény | Ellenfél Eredmény | Ellenfél Eredmény | Ellenfél Eredmény | Helyezés    |
| ------------------ | ----------- | --------------------------------------- | --------------------------------- | --------------------------------------- | ---------------------- | ----------------- | ----------------- | ----------------- | ----------------- | ----------- |
| Enrique Jiménez    | 52 kg       | Gustavo Ramírez (GUA) · kétvállas       | Alex Børger (DEN) · 2-2           | Sin Szangsik (Sin Sang-sik) (KOR) · 1-3 | Alker Imre (HUN) · 3-1 | kiesett           |                   |                   | kiesett           | helyezetlen |
| Rodolfo Guerra     | 57 kg       | Ibrahim El-Sayed (RAU) · 3-1            | Jean Nakouzi (LIB) · 1-3          | Szakurama Kódzsi (JPN) · kétvállas      | kiesett                | kiesett           | kiesett           | kiesett           | kiesett           | helyezetlen |
| Ponciano Contreras | 63 kg       | Simion Popescu (ROU) · 3.5-0.5          | Martti Laakso (FIN) · 3-1         | kiesett                                 | kiesett                | kiesett           | kiesett           |                   | kiesett           | helyezetlen |
| Mario Tovar        | 70 kg       | Pétrosz Galaktópulosz (GRE) · kétvállas | Vítězslav Mácha (TCH) · kétvállas | kiesett                                 | kiesett                | kiesett           | kiesett           | kiesett           | kiesett           | helyezetlen |
| Daniel Alba        | 78 kg       | Rudolf Vesper (GDR) · kétvállas         | Bajkó Károly (HUN) · kétvállas    | kiesett                                 | kiesett                |                   |                   |                   | kiesett           | helyezetlen |
| Héctor Alvarez     | 87 kg       | Håkon Øverby (NOR) · kétvállas          | Wayne Baughman (USA) · kétvállas  | kiesett                                 | kiesett                | kiesett           |                   |                   | kiesett           | helyezetlen |

Szabadfogású
| Versenyző           | Versenyszám | 1. forduló                          | 2. forduló                                     | 3. forduló                           | 4. forduló        | 5. forduló        | 6. forduló        | 7. forduló        | Döntő             | Helyezés    |
| Versenyző           | Versenyszám | Ellenfél Eredmény                   | Ellenfél Eredmény                              | Ellenfél Eredmény                    | Ellenfél Eredmény | Ellenfél Eredmény | Ellenfél Eredmény | Ellenfél Eredmény | Ellenfél Eredmény | Helyezés    |
| ------------------- | ----------- | ----------------------------------- | ---------------------------------------------- | ------------------------------------ | ----------------- | ----------------- | ----------------- | ----------------- | ----------------- | ----------- |
| Florentino Martínez | 52 kg       | Erdős Márton (HUN) · 3-1            | Paul Neff (FRG) · kétvállas                    | kiesett                              | kiesett           | kiesett           | kiesett           | kiesett           | kiesett           | helyezetlen |
| Moises López        | 57 kg       | Ali Aliyev (URS) · kizárták         | Pekka Alanen (FIN) · 0.5-3.5                   | Bazaryn Sükhbaatar (MGL) · kétvállas | kiesett           | kiesett           | kiesett           |                   | kiesett           | helyezetlen |
| Gabriel Ruz         | 63 kg       | Kaneko Maszaaki (JPN) · kétvállas   | Cshö Dzsonghjok (Choi Jeong-hyeok) (KOR) · 3-1 | kiesett                              | kiesett           | kiesett           | kiesett           | kiesett           | kiesett           | helyezetlen |
| Israel Vargas       | 70 kg       | Seyyit Ahmet Ağralı (TUR) · 3.5-0.5 | Sztéfanosz Joanídisz (GRE) · 3-1               | kiesett                              | kiesett           | kiesett           | kiesett           |                   | kiesett           | helyezetlen |
| Carlos Romero       | 78 kg       | Martin Heinze (GDR) · 3-1           | Szo Jongszok (Seo Yong-seok) (KOR) · kétvállas | kiesett                              | kiesett           | kiesett           |                   |                   | kiesett           | helyezetlen |
| Raúl García         | 87 kg       | Jean-Marie Chardonnens (SUI) · 2-2  | Dzsigdzsidijn Mönhbat (MGL) · kétvállas        | kiesett                              | kiesett           | kiesett           | kiesett           |                   | kiesett           | helyezetlen |

## Evezés
| Versenyző | Versenyszám              | Előfutam | Előfutam | Vigaszág | Vigaszág | Elődöntő | Elődöntő | Döntő   | Döntő   | Döntő   | Helyezés    |
| Versenyző | Versenyszám              | Idő      | Hely.    | Idő      | Hely.    | Idő      | Hely.    | Típus   | Idő     | Hely.   | Helyezés    |
| --- | ------------------------ | -------- | -------- | -------- | -------- | -------- | -------- | ------- | ------- | ------- | ----------- |
| Otto Plettner Ricardo Scheffler | Kétpárevezős             | 7:02,18  | 4.       | 7:11,43  | 3.       | 7:15,20  | 4.       | B       | 7:09,90 | 4.      | 10.         |
| Fernando Scheffler Roberto Friedrich | Kormányos nélküli kettes | 7:48,28  | 4.       | 7:43,38  | 6.       | kiesett  | kiesett  | kiesett | kiesett | kiesett | helyezetlen |
| José Luis Álvarez Juan Sáinz Armando Castro (kormányos)                                                                                          | Kormányos kettes         | 8:28,41  | 5.       | 8:08,05  | 4.       | kiesett  | kiesett  | kiesett | kiesett | kiesett | helyezetlen |
| Roberto Retolaza Arcadio Padilla Jesús Toscano David Trejo                                                                                       | Kormányos nélküli négyes | 7:15,18  | 5.       | 7:02,92  | 4.       |          |          | B       | 6:53,21 | 2.      | 8.          |
| Jorge Castillo Daniel Chávez Avelino Soberón Rafael Velasco Gregorio Blasco (kormányos)                                                          | Kormányos négyes         | 7:51,39  | 5.       | 7:36,29  | 4.       | kiesett  | kiesett  | kiesett | kiesett | kiesett | 13.         |
| Edgar Morales Víctor Cervantes Emilio Leal Sergio Vásquez Miguel Fuentes Antonio Páramo Federico Arce Amado Mediña Rodolfo Santillán (kormányos) | Nyolcas                  | 6:32,66  | 5.       | 6:43,13  | 4.       |          |          | B       | 6:41,62 | 5.      | 11.         |

## Gyeplabda
| Mexikói férfi gyeplabdacsapat-játékoskeret | Mexikói férfi gyeplabdacsapat-játékoskeret |
| --- | --- |
| - Jorge Bada - Héctor Bustamante - Juan Calderón - Manuel Fernández - Zeno Fernández - Enrique Filoteo - Humberto Gutiérrez - Noel Gutiérrez - Oscar Huacuja | - Adrian Maycsell - Adán Noriega - José Antonio Prud'homme - David Sevilla - Javier Varela - Héctor Ventura - Orlando Ventura - Robert Villaseñor |

### Eredmények
Csoportkör
A csoport
| Csapat              | M | Gy | D | V | G+ | G– | Gk  | P  |
| ------------------- | - | -- | - | - | -- | -- | --- | -- |
| India (IND)         | 7 | 6  | 0 | 1 | 20 | 4  | +16 | 12 |
| NSZK (FRG)          | 7 | 5  | 1 | 1 | 15 | 5  | +10 | 11 |
| Új-Zéland (NZL)     | 7 | 3  | 4 | 0 | 8  | 4  | +4  | 10 |
| Spanyolország (ESP) | 7 | 2  | 3 | 2 | 7  | 5  | +2  | 7  |
| Belgium (BEL)       | 7 | 3  | 1 | 3 | 14 | 9  | +5  | 7  |
| NDK (GDR)           | 7 | 2  | 2 | 3 | 7  | 10 | –3  | 6  |
| Japán (JPN)         | 7 | 1  | 1 | 5 | 4  | 14 | –10 | 3  |
| Mexikó (MEX)        | 7 | 0  | 0 | 7 | 2  | 26 | –24 | 0  |

| 1968. október 13. | Japán (JPN)     | 2 – 1   | Mexikó (MEX) |  |
| 1968. október 13. | Tanaka Takasima | (2 – 0) | Z. Fernández |  |

| 1968. október 14. | Új-Zéland (NZL)    | 2 – 0   | Mexikó (MEX) |  |
| 1968. október 14. | Borren Christensen | (0 – 0) |              |  |

| 1968. október 15. | India (IND)                                                                   | 8 – 0   | Mexikó (MEX) |  |
| 1968. október 15. | Harbinder Singh 3 Prithipal Singh 2 Balbir Singh II Ajitpal Singh Inder Singh | (2 – 0) |              |  |

| 1968. október 17. | Belgium (BEL)            | 4 – 0   | Mexikó (MEX) |  |
| 1968. október 17. | Bernaert 2 Muschs Gilles | (1 – 0) |              |  |

| 1968. október 18. | Spanyolország (ESP) | 3 – 0   | Mexikó (MEX) |  |
| 1968. október 18. | Dinarés 2 F. Amat   | (1 – 0) |              |  |

| 1968. október 20. | NDK (GDR)       | 2 – 0   | Mexikó (MEX) |  |
| 1968. október 20. | Lippert Ehrlich | (0 – 0) |              |  |

| 1968. október 21. | NSZK (FRG)                       | 5 – 1   | Mexikó (MEX) |  |
| 1968. október 21. | Greinert 2 Keller Schuler Krause | (3 – 1) | Bada         |  |

A 15. helyért
| 1968. október 23. | Malajzia (MAS) | 1 – 0 (h. u.)  | Mexikó (MEX) |  |
| 1968. október 23. | Sewa           | (0 – 0, 1 – 0) |              |  |

| Csapat       | Helyezés |
| ------------ | -------- |
| Mexikó (MEX) | 16.      |

## Kajak-kenu
Férfi
| Versenyző                                                      | Versenyszám         | Előfutam | Előfutam | Előfutam | Vigaszág | Vigaszág | Vigaszág | Elődöntő | Elődöntő | Elődöntő | Döntő   | Döntő    |
| Versenyző                                                      | Versenyszám         | Idő      | Hely.    | Össz.    | Idő      | Hely.    | Össz.    | Idő      | Hely.    | Össz.    | Idő     | Helyezés |
| -------------------------------------------------------------- | ------------------- | -------- | -------- | -------- | -------- | -------- | -------- | -------- | -------- | -------- | ------- | -------- |
| Fidel Santander                                                | Kajak egyes 1000 m  | 4:28,8   | 7.       | 19.      | 4:30,09  | 4.       | 10.      | kiesett  | kiesett  | kiesett  | kiesett | kiesett  |
| Alonso Heinze Jerónimo Gómez                                   | Kajak kettes 1000 m | 4:09,9   | 4.       | 15.      | 4:11,57  | 5.       | 8.       | kiesett  | kiesett  | kiesett  | kiesett | kiesett  |
| Carlos Graeff Luis Lozano Roberto Heinze Hauser Carlos Prendes | Kajak négyes 1000 m | 3:37,0   | 5.       | 17.      | 3:36,90  | 4.       | 9.       | kiesett  | kiesett  | kiesett  | kiesett | kiesett  |
| Felipe Ojeda                                                   | Kenu egyes 1000 m   | 4:47,3   | 6.       | 11.      | 4:43,20  | 4.       | 4.       |          |          |          | kiesett | kiesett  |
| Juan Martínez Félix Altamirano                                 | Kenu kettes 1000 m  | 4:11,9   | 4.       | 6.       | 4:15,01  | 1.       | 1.       |          |          |          | 4:15,24 | 4.       |

Női
| Versenyző                                 | Versenyszám        | Előfutam | Előfutam | Előfutam | Vigaszág | Vigaszág | Vigaszág | Döntő   | Döntő    |
| Versenyző                                 | Versenyszám        | Idő      | Hely.    | Össz.    | Idő      | Hely.    | Össz.    | Idő     | Helyezés |
| ----------------------------------------- | ------------------ | -------- | -------- | -------- | -------- | -------- | -------- | ------- | -------- |
| Ann Margarit Henningsen                   | Kajak egyes 500 m  | 2:18,2   | 7.       | 12.      | 2:21,39  | 7.       | 7.       | kiesett | kiesett  |
| Ann Margarit Henningsen Angelica Zawadski | Kajak kettes 500 m | 2:15,3   | 6.       | 11.      | 2:10,11  | 5.       | 5.       | kiesett | kiesett  |

## Kerékpározás

### Országúti kerékpározás
| Versenyző                                                       | Versenyszám     | Idő             | Helyezés      |
| --------------------------------------------------------------- | --------------- | --------------- | ------------- |
| Gabriel Cuéllar                                                 | Mezőnyverseny   | nem ért célba   | nem ért célba |
| Heriberto Díaz                                                  | Mezőnyverseny   | 4:47:59 (+6:34) | 36.           |
| Agustín Juárez                                                  | Mezőnyverseny   | 4:46:32 (+5:07) | 27.           |
| Jesús Sarabia                                                   | Mezőnyverseny   | 4:51:05 (+9:40) | 43.           |
| Agustín Alcántara Adolfo Belmonte Roberto Brito Radamés Treviño | Csapat időfutam | 2:16:08 (+8:19) | 10.           |

### Pálya-kerékpározás
Sprintverseny
| Versenyző     | Versenyszám  | 1. forduló                                                             | 1. forduló | Vigaszág                                            | Vigaszág | 2. forduló                                          | 2. forduló | Vigaszág                                    | Vigaszág | Nyolcaddöntő           | Nyolcaddöntő | Vigaszág selejtező     | Vigaszág selejtező | Vigaszág döntő       | Vigaszág döntő | Negyeddöntő          | Elődöntő             | Döntő                | Helyezés    |
| Versenyző     | Versenyszám  | Ellenfelek Győztes idő                                                 | Hely.      | Ellenfelek Győztes idő                              | Hely.    | Ellenfelek Győztes idő                              | Hely.      | Ellenfelek Győztes idő                      | Hely.    | Ellenfelek Győztes idő | Hely.        | Ellenfelek Győztes idő | Hely.              | Ellenfél Győztes idő | Hely.          | Ellenfél Győztes idő | Ellenfél Győztes idő | Ellenfél Győztes idő | Helyezés    |
| ------------- | ------------ | ---------------------------------------------------------------------- | ---------- | --------------------------------------------------- | -------- | --------------------------------------------------- | ---------- | ------------------------------------------- | -------- | ---------------------- | ------------ | ---------------------- | ------------------ | -------------------- | -------------- | -------------------- | -------------------- | -------------------- | ----------- |
| Arturo García | Férfi egyéni | Jan Jansen (NED) · Constantin Kabemba (COD) · 11,10                    | 2.         | Jocelyn Lovell (CAN) · Rolando Guaves (PHI) · 11,30 | 2.       | kiesett                                             | kiesett    | kiesett                                     | kiesett  | kiesett                | kiesett      | kiesett                | kiesett            | kiesett              | kiesett        | kiesett              | kiesett              | kiesett              | helyezetlen |
| José Mercado  | Férfi egyéni | Gordon Johnson (AUS) · Kvon Dzsunghjon (Gwon Jung-hyeon) (KOR) · 11,42 | 2.         | Kensley Reece (BAR) · 11,27                         | 1.       | Ivan Kučírek (TCH) · Reginald Barnett (GBR) · 11,38 | 3.         | Leslie King (TRI) · Ian Alsop (GBR) · 11,16 | 2.       | kiesett                | kiesett      | kiesett                | kiesett            | kiesett              | kiesett        | kiesett              | kiesett              | kiesett              | helyezetlen |

Időfutam
| Versenyző    | Versenyszám  | Idő     | Helyezés |
| ------------ | ------------ | ------- | -------- |
| José Mercado | Férfi egyéni | 1:07,97 | 21.      |

Tandem
| Versenyző                       | Versenyszám     | 1. forduló                                                    | Vigaszág selejtező                                                                                         | Vigaszág selejtező | Vigaszág döntő         | Vigaszág döntő | Negyeddöntő          | Elődöntő             | Döntő                | Helyezés    |
| Versenyző                       | Versenyszám     | Ellenfél Győztes idő                                          | Ellenfelek Győztes idő                                                                                     | Hely.              | Ellenfelek Győztes idő | Hely.          | Ellenfél Győztes idő | Ellenfél Győztes idő | Ellenfél Győztes idő | Helyezés    |
| ------------------------------- | --------------- | ------------------------------------------------------------- | --- | ------------------ | ---------------------- | -------------- | -------------------- | -------------------- | -------------------- | ----------- |
| Julio Munguía Guillermo Mendoza | Férfi kétüléses | Franciaország (FRA) · Daniel Morelon · Pierre Trentin · 10,39 | Szovjetunió (URS) · Igor Celovalnyikov · Imants Bodnieks · Kuba (CUB) · Juan Reyes · Ulises Váldez · 10,33 | 3.                 | kiesett                | kiesett        | kiesett              | kiesett              | kiesett              | helyezetlen |

Üldözőversenyek
| Versenyző                                                        | Versenyszám  | Selejtező | Selejtező | Nyolcaddöntő                                                                              | Nyolcaddöntő | Nyolcaddöntő | Negyeddöntő                 | Negyeddöntő | Negyeddöntő | Elődöntő     | Elődöntő  | Elődöntő | Döntő        | Döntő     | Helyezés    |
| Versenyző                                                        | Versenyszám  | Idő       | Hely.     | Ellenfél Idő                                                                              | Saját idő    | Hely.        | Ellenfél Idő                | Saját idő   | Hely.       | Ellenfél Idő | Saját idő | Hely.    | Ellenfél Idő | Saját idő | Helyezés    |
| ---------------------------------------------------------------- | ------------ | --------- | --------- | ----------------------------------------------------------------------------------------- | ------------ | ------------ | --------------------------- | ----------- | ----------- | ------------ | --------- | -------- | ------------ | --------- | ----------- |
| Radamés Treviño                                                  | Férfi egyéni | 4:44,12   | 7.        |                                                                                           |              |              | John Bylsma (AUS) · 4:41,66 | 4:42,40     | 7.          | kiesett      | kiesett   | kiesett  | kiesett      | kiesett   | 5.          |
| Agustín Alcántara Adolfo Belmonte Heriberto Díaz Radamés Treviño | Férfi csapat |           |           | Dánia (DEN) · Gunnar Asmussen · Mogens Frey Jensen · Per Lyngemark · Reno Olsen · 4:23,58 | 4:30,78      | 2.           | kiesett                     | kiesett     | kiesett     | kiesett      | kiesett   | kiesett  | kiesett      | kiesett   | helyezetlen |

## Kosárlabda
| Mexikói férfi kosárlabdacsapat-játékoskeret                                                          | Mexikói férfi kosárlabdacsapat-játékoskeret                                                           |
| --- | --- |
| - Miguel Arellano - Óscar Asiain - Antonio Ayala - Arturo Guerrero - Alejandro Guzmán - Luis Grajeda | - John Hatch - Rafael Heredia - Rico Pontvianne - Manuel Raga - Fernando Tiscareño - Carlos Quintanar |

### Eredmények
Csoportkör
B csoport
| Csapat              | M | Gy | V | P+  | P–  | Pk   |
| ------------------- | - | -- | - | --- | --- | ---- |
| Szovjetunió (URS)   | 7 | 7  | 0 | 642 | 408 | +234 |
| Brazília (BRA)      | 7 | 6  | 1 | 561 | 418 | +143 |
| Mexikó (MEX)        | 7 | 5  | 2 | 493 | 443 | +50  |
| Lengyelország (POL) | 7 | 4  | 3 | 474 | 504 | –30  |
| Bulgária (BUL)      | 7 | 3  | 4 | 456 | 478 | –22  |
| Kuba (CUB)          | 7 | 2  | 5 | 514 | 533 | –19  |
| Dél-Korea (KOR)     | 7 | 1  | 6 | 453 | 530 | –77  |
| Marokkó (MAR)       | 7 | 0  | 7 | 355 | 634 | –279 |

| 1968. október 13. | Mexikó (MEX) | 75 – 62 | Dél-Korea (KOR) |  |
| 1968. október 13. | (39–27)      |         |                 |  |

| 1968. október 14. | Mexikó (MEX) | 76 – 75 | Kuba (CUB) |  |
| 1968. október 14. | (35–29)      |         |            |  |

| 1968. október 15. | Brazília (BRA) | 60 – 53 | Mexikó (MEX) |  |
| 1968. október 15. | (30–29)        |         |              |  |

| 1968. október 16. | Mexikó (MEX) | 86 – 38 | Marokkó (MAR) |  |
| 1968. október 16. | (42–15)      |         |               |  |

| 1968. október 18. | Mexikó (MEX) | 73 – 63 | Bulgária (BUL) |  |
| 1968. október 18. | (33–36)      |         |                |  |

| 1968. október 19. | Szovjetunió (URS) | 82 – 62 | Mexikó (MEX) |  |
| 1968. október 19. | (45–25)           |         |              |  |

| 1968. október 20. | Mexikó (MEX) | 68 – 63 | Lengyelország (POL) |  |
| 1968. október 20. | (40–28)      |         |                     |  |

Az 5–8. helyért
| 1968. október 22. | Mexikó (MEX) | 73 – 72 | Spanyolország (ESP) |  |
| 1968. október 22. | (31–31)      |         |                     |  |

Az 5. helyért
| 1968. október 25. | Mexikó (MEX) | 75 – 65 | Lengyelország (POL) |  |
| 1968. október 25. | (43–23)      |         |                     |  |

| Csapat       | Helyezés |
| ------------ | -------- |
| Mexikó (MEX) | 5.       |

## Labdarúgás
| Mexikói labdarúgócsapat-játékoskeret | Mexikói labdarúgócsapat-játékoskeret |
| --- | --- |
| - Juan Manuel Alejandrez - José Álvarez - Ignacio Basaguren - Fernando Bustos - Luis Estrada - Bernardo Hernández - Humberto Medina - Albino Morales - Elías Muñoz - Vicente Pereda | - Mario Pérez - Héctor Pulido - Luis Regueiro - Héctor Sanabria - Javier Sánchez - Javier Vargas - Cesáreo Victorino - Jorge Arévalo* - Jesús Mendoza* |

* - nem játszott csak nevezve volt

### Eredmények
Csoportkör
A csoport
| Csapat        | M | Gy | D | V | G+ | G– | Gk | P |
| ------------- | - | -- | - | - | -- | -- | -- | - |
| Franciaország | 3 | 2  | 0 | 1 | 8  | 4  | +4 | 4 |
| Mexikó        | 3 | 2  | 0 | 1 | 6  | 4  | +2 | 4 |
| Kolumbia      | 3 | 1  | 0 | 2 | 4  | 5  | –1 | 2 |
| Guinea        | 3 | 1  | 0 | 2 | 4  | 9  | –5 | 2 |

| 1968. október 13. |

| Mexikó (MEX) | 1–0               | Kolumbia |
| ------------ | ----------------- | -------- |
| Estrada 6'   | (1–0) Jegyzőkönyv |          |

| Azteca stadion, Mexikóváros Játékvezető: Zsolt István (HUN) Asszisztensek: Dimitar Rumencsev (BUL), George Lamptey (GHA) |

| 1968. október 15. |

| Franciaország (FRA)                           | 4–1               | Mexikó        |
| --------------------------------------------- | ----------------- | ------------- |
| Case 20' 69' Tamboueon 30' Medina 36' (öngól) | (3–1) Jegyzőkönyv | Victorino 26' |

| Azteca stadion, Mexikóváros Játékvezető: Erwin Hieger (PER) Asszisztensek: Karol Galba (TCH), Milivoje Gugulović (YUG) |

| 1968. október 17. |

| Mexikó (MEX)                  | 4–0               | Guinea    |
| ----------------------------- | ----------------- | --------- |
| Pereda 70' 85' Pulido 86' 88' | (0–0) Jegyzőkönyv | Keita 72′ |

| Azteca stadion, Mexikóváros Játékvezető: Vancsaj Szuvari (THA) Asszisztensek: Augusto Robles (GUI), George Lamptey (GHA) |

Negyeddöntő
| 1968. október 20. |

| Mexikó (MEX)           | 2–0               | Spanyolország |
| ---------------------- | ----------------- | ------------- |
| Morales 34' Pereda 48' | (1–0) Jegyzőkönyv |               |

| Cuauhtémoc stadion, Puebla Játékvezető: Milivoje Gugulović (YUG) Asszisztensek: Dimitar Rumencsev (BUL), George Lamptey (GHA) |

Elődöntő
| 1968. október 22. |

| Mexikó (MEX)           | 2–3               | Bulgária                             |
| ---------------------- | ----------------- | ------------------------------------ |
| Morales 39' Pulido 48' | (1–2) Jegyzőkönyv | Zsekov 8' Mihajlov 9' Veszelinov 58' |

| Jalisco stadion, Guadalajara Játékvezető: Seyoum Tarekegn (ETH) Asszisztensek: George Lamptey (GHA), Vancsaj Szuvari (THA) |

Bronzmérkőzés
| 1968. október 24. |

| Japán (JPN)      | 2–0               | Mexikó |
| ---------------- | ----------------- | ------ |
| Kamamoto 20' 40' | (2–0) Jegyzőkönyv |        |

| Azteca stadion, Mexikóváros Nézőszám: 105 000 Játékvezető: Ávráhám Klein (ISR) Asszisztensek: Thompson Badru (NGR), Augusto Robles (GUI) |

| Csapat       | Helyezés |
| ------------ | -------- |
| Mexikó (MEX) | 4.       |

## Lovaglás
Díjlovaglás
| Versenyző        | Ló    | Versenyszám | Selejtező | Selejtező | Döntő   | Döntő   | Végeredmény | Végeredmény |
| Versenyző        | Ló    | Versenyszám | Pont      | Hely.     | Pont    | Hely.   | Pont        | Helyezés    |
| ---------------- | ----- | ----------- | --------- | --------- | ------- | ------- | ----------- | ----------- |
| Julio Herrera    | Otard | Egyéni      | 537       | 26.       | kiesett | kiesett | 537         | 26.         |
| Federico Serrano | Marko | Egyéni      | 689       | 18.       | kiesett | kiesett | 689         | 18.         |

Díjugratás
| Versenyző                                       | Ló                        | Versenyszám | 1. forduló | 1. forduló | 2. forduló | 2. forduló | Összesen | Összesen |
| Versenyző                                       | Ló                        | Versenyszám | Pont       | Hely.      | Pont       | Hely.      | Pont     | Helyezés |
| ----------------------------------------------- | ------------------------- | ----------- | ---------- | ---------- | ---------- | ---------- | -------- | -------- |
| Ricardo Guasch                                  | Mixteco                   | Egyéni      | 12,00      | 21.        | kiesett    | kiesett    | 12,00    | 21.      |
| Fernando Hernández                              | Churintzio                | Egyéni      | 10,75      | 19.        | kiesett    | kiesett    | 10,75    | 19.      |
| Joaquín Pérez                                   | Romeo                     | Egyéni      | 36,50      | 37.        | kiesett    | kiesett    | 36,50    | 37.      |
| Ricardo Guasch Fernando Hernández Joaquín Pérez | Mixteco Churintzio Nancel | Csapat      | 114,50     | 11.        | 95,00      | 8.         | 209,50   | 10.      |

Lovastusa
| Versenyző                                        | Ló                             | Versenyszám | Díjlovaglás | Díjlovaglás | Tereplovaglás | Tereplovaglás | Díjugratás | Díjugratás | Végeredmény | Végeredmény |
| Versenyző                                        | Ló                             | Versenyszám | Bünt.       | Hely.       | Bünt.         | Hely.         | Bünt.      | Hely.      | Bünt.       | Helyezés    |
| ------------------------------------------------ | ------------------------------ | ----------- | ----------- | ----------- | ------------- | ------------- | ---------- | ---------- | ----------- | ----------- |
| Evaristo Avalos                                  | Ludmila II                     | Egyéni      | -98,01      | 31.         | -148,80       | 32.           | -31,25     | 32.        | -278,06     | 30.         |
| Ernesto del Castillo                             | Codicioso                      | Egyéni      | -117,00     | 45.         | -19,60        | 13.           | -34,00     | 33.        | -170,60     | 19.         |
| Eduardo Higareda                                 | Samuray Azteca                 | Egyéni      | kizárták    | kizárták    | kiesett       | kiesett       | kiesett    | kiesett    | kiesett     | kiesett     |
| Ramón Mejía                                      | Centinela                      | Egyéni      | -112,50     | 43.         | -60,40        | 20.           | -10,00     | 12.        | -182,90     | 20.         |
| Evaristo Avalos Ernesto del Castillo Ramón Mejía | Ludmila II Codicioso Centinela | Csapat      | -327,51     | 12.         | -228,80       | 5.            | -75,25     | 7.         | -631,56     | 6.          |

## Műugrás
Férfi
| Versenyző      | Versenyszám        | Selejtező | Selejtező | Döntő   | Döntő    |
| Versenyző      | Versenyszám        | Pont      | Helyezés  | Pont    | Helyezés |
| -------------- | ------------------ | --------- | --------- | ------- | -------- |
| Jorge Telch    | Egyéni műugrás     | 90,68     | 14.       | kiesett | kiesett  |
| Luis Niño      | Egyéni műugrás     | 99,13     | 6.        | 155,71  | 4.       |
| Luis Niño      | Egyéni toronyugrás | 93,66     | 6.        | 141,16  | 7.       |
| Álvaro Gaxiola | Egyéni toronyugrás | 103,33    | 2.        | 154,49  |          |
| José Robinson  | Egyéni toronyugrás | 91,16     | 11.       | 143,62  | 5.       |
| José Robinson  | Egyéni műugrás     | 91,45     | 13.       | kiesett | kiesett  |

Női
| Versenyző      | Versenyszám        | Selejtező | Selejtező | Döntő   | Döntő    |
| Versenyző      | Versenyszám        | Pont      | Helyezés  | Pont    | Helyezés |
| -------------- | ------------------ | --------- | --------- | ------- | -------- |
| Bertha Baraldi | Egyéni műugrás     | 80,47     | 17.       | kiesett | kiesett  |
| Bertha Baraldi | Egyéni toronyugrás | 47,74     | 13.       | kiesett | kiesett  |
| Dora Hernández | Egyéni toronyugrás | 46,96     | 16.       | kiesett | kiesett  |

## Ökölvívás
| Versenyző          | Versenyszám   | Selejtező         | 32-es főtábla                | Nyolcaddöntő                       | Negyeddöntő                           | Elődöntő                         | Döntő                            | Helyezés |
| Versenyző          | Versenyszám   | Ellenfél Eredmény | Ellenfél Eredmény            | Ellenfél Eredmény                  | Ellenfél Eredmény                     | Ellenfél Eredmény                | Ellenfél Eredmény                | Helyezés |
| ------------------ | ------------- | ----------------- | ---------------------------- | ---------------------------------- | ------------------------------------- | -------------------------------- | -------------------------------- | -------- |
| Alberto Morales    | Papírsúly     |                   | Franco Udella (ITA) · 3-2    | Bernd Englmeier (GDR) · RSC        | Csi Jongdzsu (Ji Yong-ju) (KOR) · 2-3 | kiesett                          | kiesett                          | 5.       |
| Ricardo Delgado    | Légsúly       |                   | erőnyerő                     | Brendan McCarthy (IRL) · 5-0       | Nakamura Tecuaki (JPN) · 5-0          | Servílio de Oliveira (BRA) · 5-0 | Artur Olech (POL) · 5-0          |          |
| Roberto Cervantes  | Harmatsúly    | erőnyerő          | Jan Gałązka (POL) · 5-0      | Domingo Casco (ARG) · kizárták     | Eridadi Mukwanga (UGA) · 1-4          | kiesett                          | kiesett                          | 5.       |
| Antonio Roldán     | Pehelysúly    |                   | Hwad Abdel Hamid (SUD) · 5-0 | Edward Tracey (IRL) · 4-1          | Valery Plotnikov (URS) · 4-1          | Philip Waruinge (KEN) · 3-2      | Albert Robinson (USA) · kizárták |          |
| José Antonio Duran | Könnyűsúly    | erőnyerő          | Dominique Azzaro (FRA) · RSC | Stoyan Pilichev (BUL) · 1-4        | kiesett                               | kiesett                          | kiesett                          | 9.       |
| Jaime Lozano       | Kisváltósúly  | erőnyerő          | Emmanuel Lawson (GHA) · 5-0  | Peter Tiepold (GDR) · 0-5          | kiesett                               | kiesett                          | kiesett                          | 9.       |
| Alfonso Ramírez    | Váltósúly     | erőnyerő          | Marco Scano (ITA) · 3-2      | Evángelosz Ikonomákosz (GRE) · 4-1 | Volodimir Muszalimov (URS) · 0-5      | kiesett                          | kiesett                          | 5.       |
| José Cebreros      | Nagyváltósúly |                   | Sayed El-Nahas (RAU) · KO    | kiesett                            | kiesett                               | kiesett                          | kiesett                          | 17.      |
| Agustín Zaragoza   | Középsúly     |                   | erőnyerő                     | Oliver Wright (JAM) · 5-0          | Jan Hejduk (TCH) · 4-1                | Alekszej Kiszeljov (URS) · RSC   | kiesett                          |          |
| Enrique Villarreal | Félnehézsúly  |                   | erőnyerő                     | Fatai Ayinla-Adekunle (NGR) · RSC  | kiesett                               | kiesett                          | kiesett                          | 9.       |
| Joaquín Rocha      | Nehézsúly     |                   |                              | Adonis Ray (GHA) · 4-1             | Rudolfus Lubbers (NED) · 3-2          | Jonas Čepulis (URS) · RSC        | kiesett                          |          |

## Öttusa
| Versenyző                                   | Versenyszám | Lovaglás | Lovaglás | Lovaglás | Vívás    | Vívás | Vívás | Lövészet | Lövészet | Lövészet | Úszás  | Úszás | Úszás | Futás   | Futás | Futás | Összesen    | Összesen |
| Versenyző                                   | Versenyszám | Idő      | Pont     | Hely.    | Eredmény | Pont  | Hely. | Pontszám | Pont     | Hely.    | Idő    | Pont  | Hely. | Idő     | Pont  | Hely. | Összes pont | Helyezés |
| ------------------------------------------- | ----------- | -------- | -------- | -------- | -------- | ----- | ----- | -------- | -------- | -------- | ------ | ----- | ----- | ------- | ----- | ----- | ----------- | -------- |
| David Bárcena                               | Egyéni      | 3:35     | 1010     | 23.      | 12–35    | 517   | 47.   | 189      | 890      | 21.      | 3:57,3 | 982   | 14.   | 14:31,4 | 952   | 7.    | 4351        | 25.      |
| Eduardo Olivera                             | Egyéni      | 3:36     | 1070     | 7.       | 23–24    | 770   | 27.   | 188      | 868      | 24.      | 3:54,8 | 997   | 11.   | 15:32,3 | 769   | 29.   | 4474        | 19.      |
| Eduardo Tovar                               | Egyéni      | 3:58     | 805      | 39.      | 13–34    | 540   | 46.   | 178      | 648      | 46.      | 4:12,6 | 889   | 35.   | 15:45,9 | 730   | 33.   | 3612        | 44.      |
| David Bárcena Eduardo Olivera Eduardo Tovar | Csapat      |          | 2885     | 8.       |          | 1804  | 15.   |          | 2406     | 12.      |        | 2868  | 7.    |         | 2451  | 8.    | 12414       | 10.      |

## Röplabda

### Férfi
| Mexikói férfi röplabdacsapat-játékoskeret                                                               | Mexikói férfi röplabdacsapat-játékoskeret                                                     |
| --- | --------------------------------------------------------------------------------------------- |
| - Carlos Aguirre - Antonio Barbet - Carlos Barron - Joël Calva - Juan Manuel Durán - Francisco González | - Eduardo Jiménez - Jesús Loya - Luis Martell - César Osuna - Leopoldo Reyna - Eduardo Sixtos |

#### Eredmények
Csoportkör
| 1968. október 13. 17:00 | Bulgária (BUL)     | 3 – 0 | Mexikó (MEX) |  |
| 1968. október 13. 17:00 | (15–9, 15–4, 15–6) |       |              |  |

| 1968. október 16. 17:00 | Lengyelország (POL)       | 3 – 1 | Mexikó (MEX) |  |
| 1968. október 16. 17:00 | (15–10, 7–15, 15–4, 15–3) |       |              |  |

| 1968. október 17. 10:00 | NDK (GDR)          | 3 – 0 | Mexikó (MEX) |  |
| 1968. október 17. 10:00 | (15–3, 15–5, 15–6) |       |              |  |

| 1968. október 19. 10:00 | Japán (JPN)         | 3 – 0 | Mexikó (MEX) |  |
| 1968. október 19. 10:00 | (15–1, 15–3, 15–11) |       |              |  |

| 1968. október 20. 17:00 | Csehszlovákia (TCH) | 3 – 0 | Mexikó (MEX) |  |
| 1968. október 20. 17:00 | (15–10, 15–8, 15–8) |       |              |  |

| 1968. október 21. 12:00 | Belgium (BEL)                     | 3 – 2 | Mexikó (MEX) |  |
| 1968. október 21. 12:00 | (15–11, 5–15, 13–15, 18–16, 15–2) |       |              |  |

| 1968. október 23. 10:00 | Szovjetunió (URS)         | 3 – 1 | Mexikó (MEX) |  |
| 1968. október 23. 10:00 | (15–5, 15–8, 11–15, 15–5) |       |              |  |

| 1968. október 24. 12:00 | Egyesült Államok (USA)      | 3 – 1 | Mexikó (MEX) |  |
| 1968. október 24. 12:00 | (14–16, 15–10, 15–9, 15–11) |       |              |  |

| 1968. október 25. 17:00 | Brazília (BRA)             | 3 – 1 | Mexikó (MEX) |  |
| 1968. október 25. 17:00 | (14–16, 15–6, 17–15, 15–8) |       |              |  |

|          |                        |      | Mérkőzések | Mérkőzések | Szettek | Szettek | Szettek | Pontok | Pontok | Pontok |
| Helyezés | Csapat                 | Pont | Gy         | V          | Sz+     | Sz–     | SzA     | P+     | P–     | PA     |
| -------- | ---------------------- | ---- | ---------- | ---------- | ------- | ------- | ------- | ------ | ------ | ------ |
| Arany    | Szovjetunió (URS)      | 17   | 8          | 1          | 26      | 8       | 3,250   | 464    | 326    | 1,423  |
| Ezüst    | Japán (JPN)            | 16   | 7          | 2          | 24      | 6       | 4,000   | 430    | 258    | 1,667  |
| Bronz    | Csehszlovákia (TCH)    | 16   | 7          | 2          | 22      | 15      | 1,467   | 454    | 417    | 1,089  |
| 4.       | NDK (GDR)              | 15   | 6          | 3          | 22      | 12      | 1,833   | 449    | 374    | 1,201  |
| 5.       | Lengyelország (POL)    | 15   | 6          | 3          | 18      | 11      | 1,636   | 371    | 281    | 1,320  |
| 6.       | Bulgária (BUL)         | 13   | 4          | 5          | 16      | 17      | 0,941   | 379    | 385    | 0,984  |
| 7.       | Egyesült Államok (USA) | 13   | 4          | 5          | 15      | 18      | 0,833   | 383    | 414    | 0,925  |
| 8.       | Belgium (BEL)          | 11   | 2          | 7          | 6       | 24      | 0,250   | 239    | 417    | 0,573  |
| 9.       | Brazília (BRA)         | 10   | 1          | 8          | 8       | 25      | 0,320   | 357    | 469    | 0,761  |
| 10.      | Mexikó (MEX)           | 9    | 0          | 9          | 6       | 27      | 0,222   | 289    | 474    | 0,610  |

| Csapat       | Helyezés |
| ------------ | -------- |
| Mexikó (MEX) | 10.      |

### Női
| Mexikói női röplabdacsapat-játékoskeret                                                             | Mexikói női röplabdacsapat-játékoskeret                                                                 |
| --------------------------------------------------------------------------------------------------- | --- |
| - Eloisa Cabada - Gloria Casales - Alicia Cárdeñas - Blanca García - Gloria Inzua - Trinidad Macías | - Carolina Mendoza - Patricia Nava - Isabel Nogueira - Yolanda Reynoso - María Rodríguez - Rogelia Romo |

#### Eredmények
Csoportkör
| 1968. október 13. 19:00 | Peru (PER)                       | 3 – 2 | Mexikó (MEX) |  |
| 1968. október 13. 19:00 | (15–17, 15–5, 10–15, 15–2, 15–7) |       |              |  |

| 1968. október 14. 17:00 | Japán (JPN)        | 3 – 0 | Mexikó (MEX) |  |
| 1968. október 14. 17:00 | (15–7, 15–3, 15–2) |       |              |  |

| 1968. október 15. 12:00 | Csehszlovákia (TCH) | 3 – 0 | Mexikó (MEX) |  |
| 1968. október 15. 12:00 | (15–8, 15–2, 16–14) |       |              |  |

| 1968. október 19. 12:00 | Lengyelország (POL)               | 3 – 2 | Mexikó (MEX) |  |
| 1968. október 19. 12:00 | (15–9, 12–15, 15–11, 11–15, 15–4) |       |              |  |

| 1968. október 21. 17:00 | Dél-Korea (KOR)    | 3 – 0 | Mexikó (MEX) |  |
| 1968. október 21. 17:00 | (15–5, 15–4, 15–6) |       |              |  |

| 1968. október 23. 17:00 | Szovjetunió (URS)   | 3 – 0 | Mexikó (MEX) |  |
| 1968. október 23. 17:00 | (15–6, 15–10, 15–3) |       |              |  |

| 1968. október 26. 16:00 | Mexikó (MEX)       | 3 – 0 | Egyesült Államok (USA) |  |
| 1968. október 26. 16:00 | (15–8, 15–7, 15–4) |       |                        |  |

|          |                        |      | Mérkőzések | Mérkőzések | Szettek | Szettek | Szettek | Pontok | Pontok | Pontok |
| Helyezés | Csapat                 | Pont | Gy         | V          | Sz+     | Sz–     | SzA     | P+     | P–     | PA     |
| -------- | ---------------------- | ---- | ---------- | ---------- | ------- | ------- | ------- | ------ | ------ | ------ |
| Arany    | Szovjetunió (URS)      | 14   | 7          | 0          | 21      | 3       | 7,000   | 333    | 194    | 1,716  |
| Ezüst    | Japán (JPN)            | 13   | 6          | 1          | 19      | 3       | 6,333   | 318    | 147    | 2,163  |
| Bronz    | Lengyelország (POL)    | 12   | 5          | 2          | 15      | 11      | 1,364   | 324    | 304    | 1,066  |
| 4.       | Peru (PER)             | 10   | 3          | 4          | 12      | 15      | 0,800   | 306    | 327    | 0,936  |
| 5.       | Dél-Korea (KOR)        | 10   | 3          | 4          | 11      | 14      | 0,786   | 276    | 305    | 0,905  |
| 6.       | Csehszlovákia (TCH)    | 10   | 3          | 4          | 11      | 15      | 0,733   | 307    | 308    | 0,997  |
| 7.       | Mexikó (MEX)           | 8    | 1          | 6          | 7       | 18      | 0,389   | 215    | 338    | 0,636  |
| 8.       | Egyesült Államok (USA) | 7    | 0          | 7          | 4       | 21      | 0,190   | 197    | 353    | 0,558  |

| Csapat       | Helyezés |
| ------------ | -------- |
| Mexikó (MEX) | 7.       |

## Sportlövészet
Nyílt
| Versenyző          | Versenyszám                    | Pont | Helyezés |
| ------------------ | ------------------------------ | ---- | -------- |
| Rafael Carpio      | Gyorstüzelő pisztoly           | 571  | 43.      |
| Enrique Torres     | Gyorstüzelő pisztoly           | 561  | 48.      |
| Leopoldo Martínez  | Szabadpisztoly                 | 540  | 36.      |
| Javier Peregrina   | Szabadpisztoly                 | 528  | 49.      |
| Jesús Elizondo     | Sportpuska, fekvő              | 591  | 29.      |
| Olegario Vázquez   | Sportpuska, fekvő              | 594  | 18.      |
| Olegario Vázquez   | Sportpuska, összetett          | 1116 | 47.      |
| Olegario Vázquez   | Szabadpuska, összetett (300 m) | 1110 | 21.      |
| José González      | Szabadpuska, összetett (300 m) | 1092 | 25.      |
| José González      | Sportpuska, összetett          | 1152 | 5.       |
| Miguel Barrenechea | Trap                           | 187  | 33.      |
| Gustavo Zepeda     | Trap                           | 181  | 41.      |
| Nuria Ortíz        | Skeet                          | 191  | 13.      |
| Mario Pani         | Skeet                          | 187  | 31.      |

## Súlyemelés
| Versenyző           | Versenyszám | Nyomás                   | Nyomás                   | Szakítás | Szakítás | Lökés    | Lökés    | Összesen | Helyezés |
| Versenyző           | Versenyszám | Eredmény                 | Helyezés                 | Eredmény | Helyezés | Eredmény | Helyezés | Összesen | Helyezés |
| ------------------- | ----------- | ------------------------ | ------------------------ | -------- | -------- | -------- | -------- | -------- | -------- |
| Manuel Mateos       | 60 kg       | 120,0                    | 3.                       | 100,0    | 13.      | 140,0    | 6.       | 360,0    | 8.       |
| Miguel Angel Medina | 60 kg       | érvényes kísérlet nélkül | érvényes kísérlet nélkül | kiesett  | kiesett  | kiesett  | kiesett  | kiesett  | kiesett  |
| Mauro Alanís        | 67,5 kg     | 110,0                    | 16.                      | 105,0    | 16.      | 145,0    | 13.      | 360,0    | 15.      |

## Torna
Férfi
| Versenyző                                                                                | Versenyszám      | Selejtező | Selejtező | Döntő    | Döntő    |
| Versenyző                                                                                | Versenyszám      | Pontszám  | Helyezés  | Pontszám | Helyezés |
| ---------------------------------------------------------------------------------------- | ---------------- | --------- | --------- | -------- | -------- |
| Enrique García                                                                           | Talaj            | 16,75     | 94.       | kiesett  | kiesett  |
| Enrique García                                                                           | Ugrás            | 16,75     | 109.      | kiesett  | kiesett  |
| Enrique García                                                                           | Korlát           | 16,90     | 100.      | kiesett  | kiesett  |
| Enrique García                                                                           | Nyújtó           | 17,70     | 85.       | kiesett  | kiesett  |
| Enrique García                                                                           | Gyűrű            | 15,95     | 102.      | kiesett  | kiesett  |
| Enrique García                                                                           | Lólengés         | 15,95     | 101.      | kiesett  | kiesett  |
| Enrique García                                                                           | Egyéni összetett |           |           | 100,00   | 101.     |
| José González                                                                            | Talaj            | 17,65     | 71.       | kiesett  | kiesett  |
| José González                                                                            | Ugrás            | 17,85     | 78.       | kiesett  | kiesett  |
| José González                                                                            | Korlát           | 17,70     | 83.       | kiesett  | kiesett  |
| José González                                                                            | Nyújtó           | 17,60     | 89.       | kiesett  | kiesett  |
| José González                                                                            | Gyűrű            | 15,55     | 106.      | kiesett  | kiesett  |
| José González                                                                            | Lólengés         | 14,65     | 105.      | kiesett  | kiesett  |
| José González                                                                            | Egyéni összetett |           |           | 101,00   | 99.      |
| Rogelio Mendoza                                                                          | Talaj            | 17,40     | 80.       | kiesett  | kiesett  |
| Rogelio Mendoza                                                                          | Ugrás            | 17,50     | 98.       | kiesett  | kiesett  |
| Rogelio Mendoza                                                                          | Korlát           | 17,65     | 85.       | kiesett  | kiesett  |
| Rogelio Mendoza                                                                          | Nyújtó           | 17,80     | 75.       | kiesett  | kiesett  |
| Rogelio Mendoza                                                                          | Gyűrű            | 16,85     | 88.       | kiesett  | kiesett  |
| Rogelio Mendoza                                                                          | Lólengés         | 17,20     | 76.       | kiesett  | kiesett  |
| Rogelio Mendoza                                                                          | Egyéni összetett |           |           | 104,40   | 89.      |
| Armando Valles                                                                           | Talaj            | 16,80     | 92.       | kiesett  | kiesett  |
| Armando Valles                                                                           | Ugrás            | 18,35     | 37.       | kiesett  | kiesett  |
| Armando Valles                                                                           | Korlát           | 17,55     | 89.       | kiesett  | kiesett  |
| Armando Valles                                                                           | Nyújtó           | 17,30     | 95.       | kiesett  | kiesett  |
| Armando Valles                                                                           | Gyűrű            | 18,25     | 32.       | kiesett  | kiesett  |
| Armando Valles                                                                           | Lólengés         | 18,15     | 38.       | kiesett  | kiesett  |
| Armando Valles                                                                           | Egyéni összetett |           |           | 106,40   | 71.*     |
| Fernando Valles                                                                          | Talaj            | 15,80     | 106.      | kiesett  | kiesett  |
| Fernando Valles                                                                          | Ugrás            | 18,00     | 68.       | kiesett  | kiesett  |
| Fernando Valles                                                                          | Korlát           | 15,65     | 111.      | kiesett  | kiesett  |
| Fernando Valles                                                                          | Nyújtó           | 16,75     | 101.      | kiesett  | kiesett  |
| Fernando Valles                                                                          | Gyűrű            | 15,60     | 105.      | kiesett  | kiesett  |
| Fernando Valles                                                                          | Lólengés         | 17,25     | 73.       | kiesett  | kiesett  |
| Fernando Valles                                                                          | Egyéni összetett |           |           | 99,05    | 104.     |
| José Vilchis                                                                             | Talaj            | 16,40     | 98.       | kiesett  | kiesett  |
| José Vilchis                                                                             | Ugrás            | 17,40     | 102.      | kiesett  | kiesett  |
| José Vilchis                                                                             | Korlát           | 16,70     | 104.      | kiesett  | kiesett  |
| José Vilchis                                                                             | Nyújtó           | 17,65     | 88.       | kiesett  | kiesett  |
| José Vilchis                                                                             | Gyűrű            | 17,55     | 68.       | kiesett  | kiesett  |
| José Vilchis                                                                             | Lólengés         | 15,50     | 103.      | kiesett  | kiesett  |
| José Vilchis                                                                             | Egyéni összetett |           |           | 101,20   | 97.      |
| Enrique García José González Rogelio Mendoza Armando Valles Fernando Valles José Vilchis | Csapat összetett |           |           | 518,25   | 14.      |

Női
| Versenyző                                                                                           | Versenyszám      | Selejtező | Selejtező | Döntő    | Döntő    |
| Versenyző                                                                                           | Versenyszám      | Pontszám  | Helyezés  | Pontszám | Helyezés |
| --------------------------------------------------------------------------------------------------- | ---------------- | --------- | --------- | -------- | -------- |
| Rosario Briones                                                                                     | Talaj            | 16,70     | 92.       | kiesett  | kiesett  |
| Rosario Briones                                                                                     | Ugrás            | 15,80     | 91.       | kiesett  | kiesett  |
| Rosario Briones                                                                                     | Felemás korlát   | 15,65     | 91.       | kiesett  | kiesett  |
| Rosario Briones                                                                                     | Gerenda          | 12,70     | 100.      | kiesett  | kiesett  |
| Rosario Briones                                                                                     | Egyéni összetett |           |           | 60,85    | 96.      |
| María Luisa Morales                                                                                 | Talaj            | 16,65     | 94.       | kiesett  | kiesett  |
| María Luisa Morales                                                                                 | Ugrás            | 15,20     | 94.       | kiesett  | kiesett  |
| María Luisa Morales                                                                                 | Felemás korlát   | 16,95     | 72.       | kiesett  | kiesett  |
| María Luisa Morales                                                                                 | Gerenda          | 13,90     | 96.       | kiesett  | kiesett  |
| María Luisa Morales                                                                                 | Egyéni összetett |           |           | 62,70    | 93.      |
| María Elena Ramírez                                                                                 | Talaj            | 16,55     | 97.       | kiesett  | kiesett  |
| María Elena Ramírez                                                                                 | Ugrás            | 15,70     | 92.       | kiesett  | kiesett  |
| María Elena Ramírez                                                                                 | Felemás korlát   | 14,45     | 96.       | kiesett  | kiesett  |
| María Elena Ramírez                                                                                 | Gerenda          | 14,85     | 93.       | kiesett  | kiesett  |
| María Elena Ramírez                                                                                 | Egyéni összetett |           |           | 61,55    | 94.      |
| Laura Rivera                                                                                        | Talaj            | 16,70     | 92.       | kiesett  | kiesett  |
| Laura Rivera                                                                                        | Ugrás            | 12,45     | 100.      | kiesett  | kiesett  |
| Laura Rivera                                                                                        | Felemás korlát   | 16,30     | 80.       | kiesett  | kiesett  |
| Laura Rivera                                                                                        | Gerenda          | 13,90     | 96.       | kiesett  | kiesett  |
| Laura Rivera                                                                                        | Egyéni összetett |           |           | 59,35    | 98.      |
| Rosalinda Puente                                                                                    | Talaj            | 16,45     | 98.       | kiesett  | kiesett  |
| Rosalinda Puente                                                                                    | Ugrás            | 13,35     | 99.       | kiesett  | kiesett  |
| Rosalinda Puente                                                                                    | Felemás korlát   | 15,80     | 88.       | kiesett  | kiesett  |
| Rosalinda Puente                                                                                    | Gerenda          | 12,80     | 99.       | kiesett  | kiesett  |
| Rosalinda Puente                                                                                    | Egyéni összetett |           |           | 58,40    | 99.      |
| Julieta Sáenz                                                                                       | Talaj            | 16,65     | 94.       | kiesett  | kiesett  |
| Julieta Sáenz                                                                                       | Ugrás            | 15,95     | 90.       | kiesett  | kiesett  |
| Julieta Sáenz                                                                                       | Felemás korlát   | 16,70     | 76.       | kiesett  | kiesett  |
| Julieta Sáenz                                                                                       | Gerenda          | 14,45     | 95.       | kiesett  | kiesett  |
| Julieta Sáenz                                                                                       | Egyéni összetett |           |           | 63,75    | 90.      |
| Rosario Briones María Luisa Morales María Elena Ramírez Laura Rivera Rosalinda Puente Julieta Sáenz | Csapat összetett |           |           | 311,25   | 14.      |

* - egy másik versenyzővel azonos eredményt ért el

## Úszás
Férfi
| Versenyző                                                        | Versenyszám            | Előfutam | Előfutam | Előfutam | Elődöntő | Elődöntő | Elődöntő | Döntő   | Döntő    |
| Versenyző                                                        | Versenyszám            | Idő      | Hely.    | Össz.    | Idő      | Hely.    | Össz.    | Idő     | Helyezés |
| ---------------------------------------------------------------- | ---------------------- | -------- | -------- | -------- | -------- | -------- | -------- | ------- | -------- |
| Maximiliano Aguilar                                              | 100 m pillangó         | 1:04,0   | 6.       | 41.      | kiesett  | kiesett  | kiesett  | kiesett | kiesett  |
| Mario Santibáñez                                                 | 100 m pillangó         | 1:01,7   | 4.       | 31.*     | kiesett  | kiesett  | kiesett  | kiesett | kiesett  |
| Mario Santibáñez                                                 | 100 m gyors            | 57,0     | 5.       | 39.*     | kiesett  | kiesett  | kiesett  | kiesett | kiesett  |
| Rafaél Cal                                                       | 100 m gyors            | 56,5     | 4.       | 33.**    | kiesett  | kiesett  | kiesett  | kiesett | kiesett  |
| Salvador Ruíz                                                    | 100 m gyors            | 56,4     | 5.       | 31.*     | kiesett  | kiesett  | kiesett  | kiesett | kiesett  |
| Juan Alanís                                                      | 400 m gyors            | 4:27,4   | 3.       | 15.      |          |          |          | kiesett | kiesett  |
| Juan Alanís                                                      | 1500 m gyors           | 17:37,4  | 2.       | 8.       |          |          |          | 17:46,6 | 7.       |
| Guillermo Echevarría                                             | 1500 m gyors           | 17:11,0  | 2.       | 2.       |          |          |          | 17:36,4 | 6.       |
| Guillermo Echevarría                                             | 400 m gyors            | 4:24,0   | 3.       | 11.      |          |          |          | kiesett | kiesett  |
| Jorge Urreta                                                     | 400 m gyors            | 4:34,3   | 5.       | 23.      |          |          |          | kiesett | kiesett  |
| Jorge Urreta                                                     | 1500 m gyors           | 17:57,5  | 4.       | 14.      |          |          |          | kiesett | kiesett  |
| Luis Angel Acosta                                                | 100 m hát              | 1:06,5   | 4.       | 31.      | kiesett  | kiesett  | kiesett  | kiesett | kiesett  |
| Luis Angel Acosta                                                | 200 m hát              | 2:24,0   | 4.       | 23.      |          |          |          | kiesett | kiesett  |
| Jaime Rivera                                                     | 200 m hát              | 2:20,7   | 3.       | 15.**    |          |          |          | kiesett | kiesett  |
| Jaime Rivera                                                     | 100 m hát              | 1:05,1   | 5.       | 27.      | kiesett  | kiesett  | kiesett  | kiesett | kiesett  |
| José Joaquín Santibáñez                                          | 100 m hát              | 1:04,2   | 4.       | 20.*     | kiesett  | kiesett  | kiesett  | kiesett | kiesett  |
| José Joaquín Santibáñez                                          | 200 m hát              | 2:20,7   | 4.       | 15.**    |          |          |          | kiesett | kiesett  |
| José Joaquín Santibáñez                                          | 200 m vegyes           | 2:24,6   | 4.       | 28.*     |          |          |          | kiesett | kiesett  |
| Eduardo Alanís                                                   | 200 m vegyes           | 2:23,0   | 4.       | 22.      |          |          |          | kiesett | kiesett  |
| Eduardo Alanís                                                   | 400 m vegyes           | 5:14,9   | 3.       | 21.      |          |          |          | kiesett | kiesett  |
| Rafael Hernández                                                 | 400 m vegyes           | 5:01,1   | 2.       | 7.       |          |          |          | 5:04,3  | 8.       |
| Rafael Hernández                                                 | 200 m vegyes           | 2:24,7   | 5.       | 30.      |          |          |          | kiesett | kiesett  |
| Rafael Hernández                                                 | 200 m mell             | 2:44,8   | 7.       | 32.      |          |          |          | kiesett | kiesett  |
| Eduardo Moreno                                                   | 200 m mell             | 2:46,7   | 8.       | 34.      |          |          |          | kiesett | kiesett  |
| Eduardo Moreno                                                   | 100 m mell             | 1:13,7   | 7.       | 32.*     | kiesett  | kiesett  | kiesett  | kiesett | kiesett  |
| Javier Jiménez                                                   | 100 m mell             | 1:16,3   | 5.       | 35.*     | kiesett  | kiesett  | kiesett  | kiesett | kiesett  |
| Felipe Muñoz                                                     | 100 m mell             | 1:10,6   | 5.       | 19.**    | 1:09,4   | 4.       | 10.      | kiesett | kiesett  |
| Felipe Muñoz                                                     | 200 m mell             | 2:31,1   | 1.       | 1.       |          |          |          | 2:28,7  |          |
| Raúl Villagómez                                                  | 400 m vegyes           | 5:24,7   | 8.       | 31.      |          |          |          | kiesett | kiesett  |
| Raúl Villagómez                                                  | 200 m pillangó         | 2:22,4   | 5.       | 25.      |          |          |          | kiesett | kiesett  |
| Gabriel Altamirano                                               | 200 m pillangó         | 2:12,1   | 2.       | 9.       |          |          |          | kiesett | kiesett  |
| Salvador Ruíz Mario Santibáñez Eduardo Alanís Rafaél Cal         | 4 × 100 m gyorsváltó   | 3:46,1   | 6.       | 12.      |          |          |          | kiesett | kiesett  |
| Juan Alanís Jorge Urreta Rafaél Cal Eduardo Alanís               | 4 × 200 m gyorsváltó   | kizárták | kizárták | kizárták |          |          |          | kiesett | kiesett  |
| José Joaquín Santibáñez Felipe Muñoz Mario Santibáñez Rafaél Cal | 4 × 100 m vegyes váltó | 4:10,0   | 4.       | 12.      |          |          |          | kiesett | kiesett  |

Női
| Versenyző                                                         | Versenyszám            | Előfutam | Előfutam | Előfutam | Elődöntő | Elődöntő | Elődöntő | Döntő   | Döntő    |
| Versenyző                                                         | Versenyszám            | Idő      | Hely.    | Össz.    | Idő      | Hely.    | Össz.    | Idő     | Helyezés |
| ----------------------------------------------------------------- | ---------------------- | -------- | -------- | -------- | -------- | -------- | -------- | ------- | -------- |
| Vivian Ortíz                                                      | 100 m gyors            | 1:06,9   | 6.       | 47.      | kiesett  | kiesett  | kiesett  | kiesett | kiesett  |
| Marcia Arriaga                                                    | 100 m gyors            | 1:05,4   | 5.       | 37.*     | kiesett  | kiesett  | kiesett  | kiesett | kiesett  |
| Marcia Arriaga                                                    | 200 m gyors            | 2:27,0   | 6.       | 31.      |          |          |          | kiesett | kiesett  |
| María Teresa Ramírez                                              | 200 m gyors            | 2:17,5   | 3.       | 11.      |          |          |          | kiesett | kiesett  |
| María Teresa Ramírez                                              | 400 m gyors            | 4:43,9   | 1.       | 4.       |          |          |          | 4:42,2  | 6.       |
| María Teresa Ramírez                                              | 800 m gyors            | 9:46,4   | 1.       | 3.       |          |          |          | 9:38,5  |          |
| Norma Amezcua                                                     | 800 m gyors            | 10:31,6  | 5.       | 21.      |          |          |          | kiesett | kiesett  |
| Norma Amezcua                                                     | 400 m vegyes           | 5:47,9   | 4.       | 16.      |          |          |          | kiesett | kiesett  |
| Norma Amezcua                                                     | 400 m gyors            | 5:00,5   | 2.       | 17.      |          |          |          | kiesett | kiesett  |
| Laura Vaca                                                        | 400 m gyors            | 4:53,3   | 3.       | 11.      |          |          |          | kiesett | kiesett  |
| Laura Vaca                                                        | 800 m gyors            | 10:01,8  | 3.       | 8.       |          |          |          | 10:02,5 | 8.       |
| Laura Vaca                                                        | 400 m vegyes           | 5:33,7   | 3.       | 7.*      |          |          |          | 5:35,7  | 8.       |
| Tamara Oynick                                                     | 400 m vegyes           | 5:48,4   | 4.       | 17.      |          |          |          | kiesett | kiesett  |
| Tamara Oynick                                                     | 100 m mell             | 1:22,7   | 6.       | 26.      | kiesett  | kiesett  | kiesett  | kiesett | kiesett  |
| Tamara Oynick                                                     | 200 m mell             | 2:52,4   | 3.       | 11.      |          |          |          | kiesett | kiesett  |
| Ana Elena de la Portilla                                          | 200 m mell             | 3:03,5   | 6.       | 26.      |          |          |          | kiesett | kiesett  |
| Víctoria Casas                                                    | 200 m mell             | 3:01,0   | 5.       | 24.      |          |          |          | kiesett | kiesett  |
| Víctoria Casas                                                    | 100 m mell             | 1:24,7   | 5.       | 28.      | kiesett  | kiesett  | kiesett  | kiesett | kiesett  |
| Lidia Ramírez                                                     | 100 m hát              | 1:14,5   | 6.       | 31.      | kiesett  | kiesett  | kiesett  | kiesett | kiesett  |
| Lidia Ramírez                                                     | 200 m pillangó         | 2:42,1   | 6.       | 17.      |          |          |          | kiesett | kiesett  |
| Lidia Ramírez                                                     | 200 m vegyes           | 2:42,6   | 6.       | 26.      |          |          |          | kiesett | kiesett  |
| Patricia Obregón                                                  | 100 m pillangó         | 1:12,4   | 5.       | 20.      | kiesett  | kiesett  | kiesett  | kiesett | kiesett  |
| María Teresa Ramírez Laura Vaca Marcia Arriaga Norma Amezcua      | 4 × 100 m gyorsváltó   | 4:21,9   | 6.       | 13.      |          |          |          | kiesett | kiesett  |
| Lidia Ramírez Tamara Oynick Patricia Obregón María Teresa Ramírez | 4 × 100 m vegyes váltó | 4:51,0   | 7.       | 12.      |          |          |          | kiesett | kiesett  |

* - egy másik versenyzővel azonos időt ért el

** - két másik versenyzővel azonos időt ért el

## Vitorlázás
Nyílt
| Versenyző                                              | Versenyszám     | Futam  | Futam  | Futam | Futam | Futam | Futam | Futam | Pontszám | Helyezés |
| Versenyző                                              | Versenyszám     | 1      | 2      | 3     | 4     | 5     | 6     | 7     | Pontszám | Helyezés |
| ------------------------------------------------------ | --------------- | ------ | ------ | ----- | ----- | ----- | ----- | ----- | -------- | -------- |
| Daniel Mújica                                          | Finn dingi      | 18,0   | (42,0) | 21,0  | 42,0  | 27,0  | 23,0  | 24,0  | 155,0    | 23.      |
| Andrés Gerard, Jr. Marcos Gerard                       | Csillaghajó     | (25,0) | 23,0   | 24,0  | 22,0  | 21,0  | 22,0  | 21,0  | 133,0    | 19.      |
| Guillermo García Lorenzo Villaseñor                    | Repülő hollandi | 13,0   | (28,0) | 17,0  | 28,0  | 17,0  | 21,0  | 25,0  | 121,0    | 20.      |
| Iker Belausteguigoitia Carlos Braniff Antonio Recamier | 5,5 méteres     | 17,0   | (18,0) | 15,0  | 17,0  | 11,7  | 17,0  | 14,0  | 91,7     | 12.      |
| Esteban Gerard Roberto Sloane Javier Velázquez         | Sárkányhajó     | 25,0   | (26,0) | 22,0  | 18,0  | 18,0  | 24,0  | 19,0  | 126,0    | 18.      |

## Vívás
Férfi
| Versenyző                                                                   | Versenyszám       | Csoportkör | Csoportkör | Csoportkör | Csoportkör | Nyolcaddöntő                   | Negyeddöntő       | Elődöntő          | Vigaszág a döntőért           | Vigaszág a döntőért | Vigaszág a döntőért | Vigaszág a döntőért | Vigaszág a döntőért | Döntő             | Helyezés    |
| Versenyző                                                                   | Versenyszám       | 1. kör | 1. kör     | 2. kör | 2. kör     | Nyolcaddöntő                   | Negyeddöntő       | Elődöntő          | 1. kör                        | 2. kör              | 3. kör              | 4. kör              | 5. kör              | Döntő             | Helyezés    |
| Versenyző                                                                   | Versenyszám       | Ellenfél Eredmény | Hely.      | Ellenfél Eredmény | Hely.      | Ellenfél Eredmény              | Ellenfél Eredmény | Ellenfél Eredmény | Ellenfél Eredmény             | Ellenfél Eredmény   | Ellenfél Eredmény   | Ellenfél Eredmény   | Ellenfél Eredmény   | Ellenfél Eredmény | Helyezés    |
| --------------------------------------------------------------------------- | ----------------- | --- | ---------- | --- | ---------- | ------------------------------ | ----------------- | ----------------- | ----------------------------- | ------------------- | ------------------- | ------------------- | ------------------- | ----------------- | ----------- |
| Héctor Abaunza                                                              | Tőr, egyéni       | F. csoport · Kamuti László (HUN) · V · Nicola Granieri (ITA) · V · Michel Constandt (BEL) · V · John Bouchier-Hayes (IRL) · GY · Félix Piñero (VEN) · GY                                   | 4.         | F. csoport · German Szvesnyikov (URS) · V · Adam Lisewski (POL) · V · Udo Birnbaum (AUT) · GY · Kamuti László (HUN) · GY · Gerry Wiedel (CAN) · GY               | 2.         | Vaszil Sztankovics (URS) · V   | Vigaszág          | Vigaszág          | Graham Paul (GBR) · V         | kiesett             | kiesett             | kiesett             | kiesett             | kiesett           | 25.         |
| Carlos Calderón                                                             | Tőr, egyéni       | E. csoport · Ryszard Parulski (POL) · V · Rudolf Trost (AUT) · GY · Pasquale La Ragione (ITA) · V · Freddy Salazar (VEN) · V                                                               | 4.         | E. csoport · Ryszard Parulski (POL) · V · Vaszil Sztankovics (URS) · V · Jean-Claude Magnan (FRA) · V · Michael Breckin (GBR) · V · Ahmed El-Husseini (RAU) · V  | 6.         | kiesett                        | kiesett           | kiesett           | kiesett                       | kiesett             | kiesett             | kiesett             | kiesett             | kiesett           | helyezetlen |
| Román Gómez                                                                 | Tőr, egyéni       | G. csoport · Guillermo Saucedo (ARG) · V · Szabó Sándor (HUN) · V · Friedrich Wessel (FRG) · V · Fionbarr Farrell (IRL) · GY                                                               | 4.         | H. csoport · Ion Drîmbă (ROU) · V · Roland Losert (AUT) · V · Viktor Putyatyin (URS) · V · Dieter Wellmann (FRG) · V · Herbert Cohen (USA) · V                   | 6.         | kiesett                        | kiesett           | kiesett           | kiesett                       | kiesett             | kiesett             | kiesett             | kiesett             | kiesett           | helyezetlen |
| Carlos Calderón                                                             | Párbajtőr, egyéni | L. csoport · Dieter Jung (FRG) · V · Viktor Modzolevszkij (URS) · V · Nicholas Halsted (GBR) · GY · Arthur Cramer (BRA) · GY · Alberto Varela (URU) · V                                    | 4.         | F. csoport · Nemere Zoltán (HUN) · V · Stephen Netburn (USA) · GY · Jacques Ladègaillerie (FRA) · V · Ralph Johnson (GBR) · V · Omar Vergara (ARG) · GY          | 5.         | kiesett                        | kiesett           | kiesett           | kiesett                       | kiesett             | kiesett             | kiesett             | kiesett             | kiesett           | helyezetlen |
| Ernesto Fernández                                                           | Párbajtőr, egyéni | A. csoport · Alekszej Nyikancsikov (URS) · V · Herbert Polzhuber (AUT) · V · Klaus Dumke (GDR) · GY · Ahmed El-Abidin (RAU) · V · Michael Ryan (IRL) · GY                                  | 3.         | G. csoport · Kulcsár Győző (HUN) · V · Florent Bessemans (BEL) · GY · Fritz Zimmermann (FRG) · V · Claudio Francesconi (ITA) · GY · David Micahnik (USA) · GY    | 2.         | Viktor Modzolevszkij (URS) · V | Vigaszág          | Vigaszág          | Bohdan Andrzejewski (POL) · V | kiesett             | kiesett             | kiesett             | kiesett             | kiesett           | 25.         |
| Valeriano Pérez                                                             | Párbajtőr, egyéni | D. csoport · Fenyvesi Csaba (HUN) · V · Gianfranco Paolucci (ITA) · V · Haukler István (ROU) · V · Russell Hobby (AUS) · GY · Francisco da Silva (POR) · GY · José Miguel Pérez (PUR) · GY | 3.         | A. csoport · Alekszej Nyikancsikov (URS) · V · Jean-Pierre Allemand (FRA) · V · Gianluigi Saccaro (ITA) · V · Peter Bakonyi (CAN) · GY · Harry Fiedler (GDR) · V | 6.         | kiesett                        | kiesett           | kiesett           | kiesett                       | kiesett             | kiesett             | kiesett             | kiesett             | kiesett           | helyezetlen |
| Vicente Calderón                                                            | Kard, egyéni      | B. csoport · Umjar Mavlihanov (URS) · V · Cesare Salvadori (ITA) · V · Marcel Parent (FRA) · V · Richard Oldcorn (GBR) · GY · Alberto Lanteri (ARG) · GY · José Narciso Díaz (CUB) · GY    | 4.         | B. csoport · Pézsa Tibor (HUN) · V · Mark Rakita (URS) · V · Marcel Parent (FRA) · V · Rolando Rigoli (ITA) · V · Emil Ochyra (POL) · V                          | 6.         |                                | kiesett           | kiesett           | kiesett                       | kiesett             | kiesett             |                     |                     | kiesett           | helyezetlen |
| Gustavo Chapela                                                             | Kard, egyéni      | E. csoport · Vlagyimir Nazlimov (URS) · V · Kovács Tamás (HUN) · GY · Rodney Craig (GBR) · V · Anthony Keane (USA) · V · Volker Duschner (FRG) · V · Fionbarr Farrell (IRL) · GY           | 6.         | kiesett | kiesett    |                                | kiesett           | kiesett           | kiesett                       | kiesett             | kiesett             |                     |                     | kiesett           | helyezetlen |
| William Fajardo                                                             | Kard, egyéni      | D. csoport · Mark Rakita (URS) · V · Wladimiro Calarese (ITA) · V · Alex Orban (USA) · V · Alexander Leckie (GBR) · V · Román Quinos (ARG) · V · Nguyễn The Loc (VIE) · GY                 | 6.         | kiesett | kiesett    |                                | kiesett           | kiesett           | kiesett                       | kiesett             | kiesett             |                     |                     | kiesett           | helyezetlen |
| Héctor Abaunza Carlos Calderón Vicente Calderón Gustavo Chapela Román Gómez | Tőr, csapat       | 1. csoport · Kuba (CUB) · 7-9 · Franciaország (FRA) · 4-12 | 3.         | |            |                                | kiesett           | kiesett           |                               |                     |                     |                     |                     | kiesett           | helyezetlen |
| Carlos Calderón Jorge Castillejos Ernesto Fernández Valeriano Pérez         | Párbajtőr, csapat | 2. csoport · Ausztria (AUT) · 6-10 · Magyarország (HUN) · 4-11 · Ausztrália (AUS) · 8-7 | 3.         | |            |                                |                   | kiesett           |                               |                     |                     |                     |                     | kiesett           | helyezetlen |
| Héctor Abaunza Vicente Calderón Gustavo Chapela William Fajardo Román Gómez | Kard, csapat      | 1. csoport · Nagy-Britannia (GBR) · 5-11 · Szovjetunió (URS) · 1-15 | 3.         | |            |                                |                   | kiesett           |                               |                     |                     |                     |                     | kiesett           | helyezetlen |

Női
| Versenyző                                                              | Versenyszám | Csoportkör | Csoportkör | Csoportkör | Csoportkör | Negyeddöntő              | Elődöntő                      | Vigaszág a döntőért | Vigaszág a döntőért | Vigaszág a döntőért | Döntő | Helyezés    |
| Versenyző                                                              | Versenyszám | 1. kör | 1. kör     | 2. kör | 2. kör     | Negyeddöntő              | Elődöntő                      | 1. kör              | 2. kör              | 3. kör              | Döntő | Helyezés    |
| Versenyző                                                              | Versenyszám | Ellenfél Eredmény | Hely.      | Ellenfél Eredmény | Hely.      | Ellenfél Eredmény        | Ellenfél Eredmény             | Ellenfél Eredmény   | Ellenfél Eredmény   | Ellenfél Eredmény   | Ellenfél Eredmény | Helyezés    |
| ---------------------------------------------------------------------- | ----------- | --- | ---------- | --- | ---------- | ------------------------ | ----------------------------- | ------------------- | ------------------- | ------------------- | --- | ----------- |
| Rosa del Moral                                                         | Tőr, egyéni | D. csoport · Jelena Novikova (URS) · V · Szabó Orbán Olga (ROU) · V · Cathérine Rousselet-Ceretti (FRA) · V · Helga Mees (FRG) · GY · Susan Green (GBR) · V                                        | 6.         | kiesett | kiesett    | kiesett                  | kiesett                       | kiesett             | kiesett             | kiesett             | kiesett | helyezetlen |
| Lourdes Roldán                                                         | Tőr, egyéni | C. csoport · Kerstin Palm (SWE) · V · Harriet King (USA) · V · Drimba-Gyulai Ilona (ROU) · V · Monika Pulch (FRG) · V · Bóbis Ildikó (HUN) · V                                                     | 6.         | kiesett | kiesett    | kiesett                  | kiesett                       | kiesett             | kiesett             | kiesett             | kiesett | helyezetlen |
| Pilar Roldán                                                           | Tőr, egyéni | E. csoport · Stahl Jencsik Katalin (ROU) · V · Galina Gorohova (URS) · GY · Heidi Schmid (FRG) · GY · Colette Flesch (LUX) · GY · Myrna Anselma (AHO) · GY · Sylvia Iannuzzi-San Martín (ARG) · GY | 2.         | A. csoport · Szabó Orbán Olga (ROU) · V · Cathérine Rousselet-Ceretti (FRA) · GY · Giovanna Masciotta (ITA) · V · Janice-Lee York-Romary (USA) · GY · Alekszandra Zabelina (URS) · GY | 2.         | Dömölky Lídia (HUN) · GY | Giovanna Masciotta (ITA) · GY | Döntő               | Döntő               | Döntő               | Jelena Novikova (URS) · V · Rejtő Ildikó (HUN) · V · Brigitte Gapais-Dumont (FRA) · GY · Kerstin Palm (SWE) · GY · Galina Gorohova (URS) · GY |             |
| Sonia Arredondo Linda Béjar Rosa del Moral Lourdes Roldán Pilar Roldán | Tőr, csapat | 1. csoport · NSZK (FRG) · 8 (42)-8 (48) · Franciaország (FRA) · 7-9 | 3.         | |            | kiesett                  | kiesett                       |                     |                     |                     | kiesett | 7.          |

## Vízilabda
| Mexikói férfi vízilabdacsapat-játékoskeret                                                                   | Mexikói férfi vízilabdacsapat-játékoskeret                                      |
| --- | ------------------------------------------------------------------------------- |
| - Virgilio Botella - Germán Chávez - Rolando Chávez - Oscar Familiar - Francisco García - Juan Manuel García | - Daniel Gómez - Luis Guzmán - Carlos Morfín - Sergio Ramos - José Luis Vásquez |

### Eredmények
Csoportkör
B csoport
| Csapat                          | M | Gy | D | V | G+ | G– | Gk  | P  |
| ------------------------------- | - | -- | - | - | -- | -- | --- | -- |
| Olaszország (ITA)               | 7 | 6  | 1 | 0 | 48 | 21 | +27 | 13 |
| Jugoszlávia (YUG)               | 7 | 5  | 1 | 1 | 65 | 18 | +47 | 11 |
| NDK (GDR)                       | 7 | 5  | 1 | 1 | 66 | 22 | +44 | 11 |
| Hollandia (NED)                 | 7 | 4  | 1 | 2 | 42 | 28 | +14 | 9  |
| Japán (JPN)                     | 7 | 3  | 0 | 4 | 26 | 57 | –31 | 6  |
| Mexikó (MEX)                    | 7 | 1  | 1 | 5 | 27 | 56 | –29 | 3  |
| Görögország (GRE)               | 7 | 1  | 0 | 6 | 34 | 62 | –28 | 2  |
| Egyesült Arab Köztársaság (RAU) | 7 | 0  | 1 | 6 | 21 | 65 | –44 | 1  |

| 1968. október 15. 10:00 | NDK (GDR)            | 12 – 4 | Mexikó (MEX) |  |
| 1968. október 15. 10:00 | (3–0, 2–0, 3–2, 4–2) |        |              |  |
| 1968. október 15. 10:00 | Herrmanns 3          |        | R. Chávez 3  |  |

| 1968. október 16. 15:00 | Hollandia (NED)      | 8 – 1 | Mexikó (MEX) |  |
| 1968. október 16. 15:00 | (1–0, 3–1, 3–0, 1–0) |       |              |  |
| 1968. október 16. 15:00 | van Dorp 4           |       | R. Chávez 1  |  |

| 1968. október 17. 15:30 | Jugoszlávia (YUG)    | 9 – 0 | Mexikó (MEX) |  |
| 1968. október 17. 15:30 | (2–0, 3–0, 1–0, 3–0) |       |              |  |
| 1968. október 17. 15:30 | Poljak 3             |       |              |  |

| 1968. október 19. 15:30 | Olaszország (ITA)    | 10 – 5 | Mexikó (MEX)           |  |
| 1968. október 19. 15:30 | (3–1, 2–2, 4–1, 1–1) |        |                        |  |
| 1968. október 19. 15:30 | Pizzo 5              |        | R. Chávez, F. García 2 |  |

| 1968. október 20. 09:00 | Mexikó (MEX)         | 11 – 8 | Görögország (GRE) |  |
| 1968. október 20. 09:00 | (4–3, 4–1, 1–2, 2–2) |        |                   |  |
| 1968. október 20. 09:00 | R. Chávez 4          |        | Joszifídisz 4     |  |

| 1968. október 21. 10:00 | Japán (JPN)          | 6 – 3 | Mexikó (MEX)    |  |
| 1968. október 21. 10:00 | (1–0, 3–1, 0–1, 2–1) |       |                 |  |
| 1968. október 21. 10:00 | Nakano 5             |       | három játékos 1 |  |

| 1968. október 22. 09:00 | Mexikó (MEX)         | 3 – 3 | Egyesült Arab Köztársaság (RAU) |  |
| 1968. október 22. 09:00 | (1–0, 1–1, 0–0, 1–2) |       |                                 |  |
| 1968. október 22. 09:00 | három játékos 1      |       | El-Baroudi 2                    |  |

A 9–12. helyért
| 1968. október 24. 09:00 | NSZK (FRG)           | 6 – 3 | Mexikó (MEX) |  |
| 1968. október 24. 09:00 | (0–0, 2–1, 2–2, 2–0) |       |              |  |
| 1968. október 24. 09:00 | Schuhmann 2          |       | Guzmán 2     |  |

A 11. helyért
| 1968. október 25. 10:00 | Mexikó (MEX)           | 5 – 4 | Japán (JPN) |  |
| 1968. október 25. 10:00 | (1–2, 2–1, 1–0, 1–1)   |       |             |  |
| 1968. október 25. 10:00 | F. García, G. Chávez 2 |       | Takeucsi 2  |  |

| Csapat       | Helyezés |
| ------------ | -------- |
| Mexikó (MEX) | 11.      |